# Hylesia liturex
Hylesia liturex är en fjärilsart som beskrevs av Dyar 1913. Hylesia liturex ingår i släktet Hylesia och familjen påfågelsspinnare. Inga underarter finns listade i Catalogue of Life.